# 파비우 비르지니우 지 리마
파비우 비르지니우 지 리마(아랍어: فابيو دي ليما, 1993년 6월 30일 ~)는 브라질 출생 아랍에미리트의 축구 선수로 현재 알와슬 FC에서 미드필더 겸 공격수로 활약하고 있으며 아랍에미리트 국가대표팀의 일원으로도 활동 중이다.

### 국가대표 경력
2020년 2월, 리마는 아랍에미리트 시민권을 취득했다. 2020년 10월 12일, 우즈베키스탄과의 친선 경기에서 UAE 국가대표로 데뷔했다.

## 대회 성적

### 클럽
알와슬 FC
- UAE 프로리그 : 준우승 (2016-17), 3위 (2017-18), 4위 (2022-23)
- UAE 프레지던트컵 : 우승 (2023-24), 준우승 (2017-18), 4강 (2018-19, 2021-22, 2022-23)
- UAE 리그컵 : 준우승 (2017-18), 4강 (2015-16, 2016-17, 2020-21)